# بوب تشيبمان
بوب تشيبمان (بالإنجليزية: Bob Chipman)‏ هو لاعب كرة قاعدة أمريكي، ولد في 11 أكتوبر 1918 في بروكلين في الولايات المتحدة، وتوفي في 8 نوفمبر 1973 في هنتنغتون في الولايات المتحدة.

## وصلات خارجية
- بوب تشيبمان على موقع دوري كرة القاعدة الرئيسي (الإنجليزية)
- بوب تشيبمان على موقعبيزبول رفرنس.كوم (الدوري الرئيسي) (الإنجليزية)
- بوب تشيبمان على موقعبيزبول رفرنس.كوم (الدوري الثانوي) (الإنجليزية)